# István Csorvássy
István Csorvássy (n. 2 aprilie 1912, Reghin, Mureș, România – d. 7 septembrie 1986, Târgu Mureș, România) a fost un sculptor în lemn maghiar din Transilvania.

## Viața
S-a născut în Comitatul Mureș-Turda, în Reghin. Tatăl său, Samuel Csorvássy, a fost un maistru cizmar din Reghin, iar mama sa a fost Gizella Ajtai.
A început să învețe arta sculpturii în lemn în atelierul din Tășnad al lui Samuel Keresztesi (1893–1974). Apoi a urmat Școala de Arte Plastice din Cluj, unde i-a avut profesori pe pictorul Aurel Ciupe (1900–1988) și pe sculptorul Romulus Ladea (1901-1970), școală pe care a absolvit-o în 1931, după care s-a stabilit la Târgu Mureș. Prima sa statuie a fost expusă aici în 1931. De atunci, el și-a expus sculpturi în lemn expresive, inspirate din folclor, portrete realiste și grupuri de sculpturi în mai multe orașe din Transilvania.

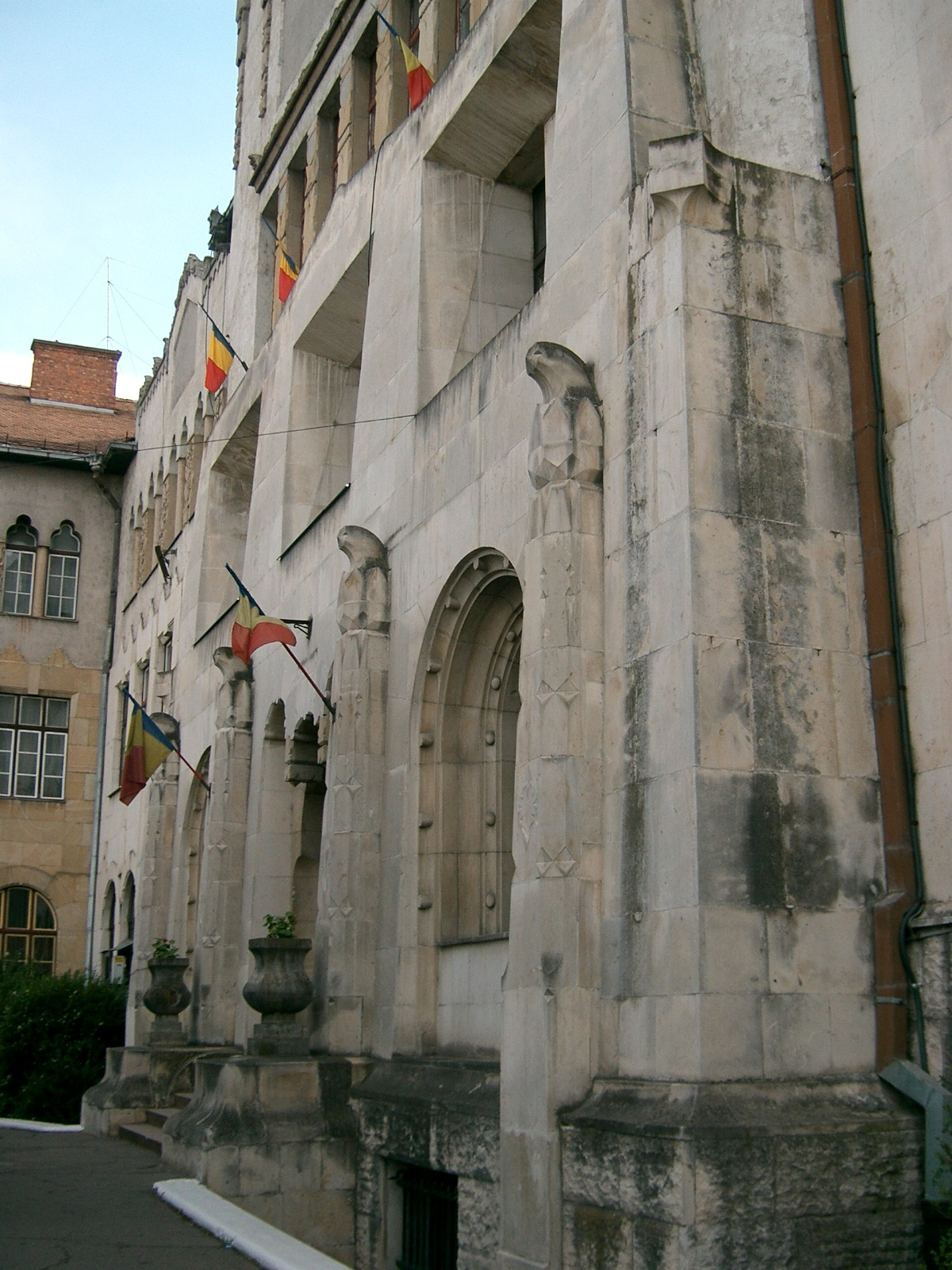
Comandamentul M.Kir.IX honvezi din Cluj

Între 1940–1944, în perioada în care, în urma Dictatului de la Viena, partea de nord a Transilvaniei a fost atribuită Regatului Ungariei, Csorvássy a fost implicat și în lucrările de restaurare a castelului Corvinilor din Hunedoara lucrare comandată de guvernul român. Csorvássy a primit mai multe comenzi de la comisia guvernamentală maghiară din Transilvania de Nord și forțele armate, cum ar fi Corpul de honvezi M.Kir.IX, pentru care a realizat o serie de sculpturi din lemn de dimensiuni mici, având ca subiect obiecte populare secuiești, pentru decorarea birourilor comandantului. (Comandamentul corpului a fost construit în 1941–1942 pe strada Árpád, actuala stradă Traian din Cluj, unde din 1948 a fost sediul local al Securității, iar din 1990 găzduiește birouri ale diferitelor instituții ale statului, inclusiv Agenția Națională de Securitate Națională).
După al Doilea Război Mondial a rămas în Transilvania, lucrând până la pensionare la Târgu Mureș ca profesor de liceu. A primit comenzi de la autoritățile culturale din Republica Socialistă România de a face sculpturi de for public. Însă acestea difereau de temele sale populare transilvănene, iar autoritățile politice doreau, conform doctrinei, lucrări monumentale, patetice, încărcate politic, tipice anilor 1950. Talentul său artistic l-a ajutat să realizeze compoziții la un standard ridicat, ca urmare opera sa a fost lăudată de guvernul român și i s-au acordat premii serioase.
În 1951 a primit Premiul de Stat al Republicii Populare Române împreună cu István Barabás și Béla Gy. Szabó. În 1952 a făcut marea statuie din lemn a „partizanilor coreeni” și a fost distins cu Marele Premiu al Consiliului Mondial al Păcii.
În 1957, cu ocazia aniversării a 400 de ani ai Colegiului Reformat din Târgu Mureș (actual Liceul Teoretic „Bolyai Farkas”), la inițiativa directorului Liceului de Artă din Târgu Mureș a realizat împreună cu sculptorul Márton Izsák Monumentul celor doi Bolyai. Monumentul este amplasat în Piața Bolyai, în fața școlii.
Tot împreună cu Márton Izsák a realizat Statuia Ostașului Necunoscut, în memoria soldaților români căzuți în campania din Ungaria în cel de al Doilea Război Mondial (conform inscripției oficiale „în lupta împotriva fascismului”). Monumentul a fost inaugurat pe piața principală din Târgu Mureș în 1964, cu ocazia aniversării a 20 de ani de tranziție a României.

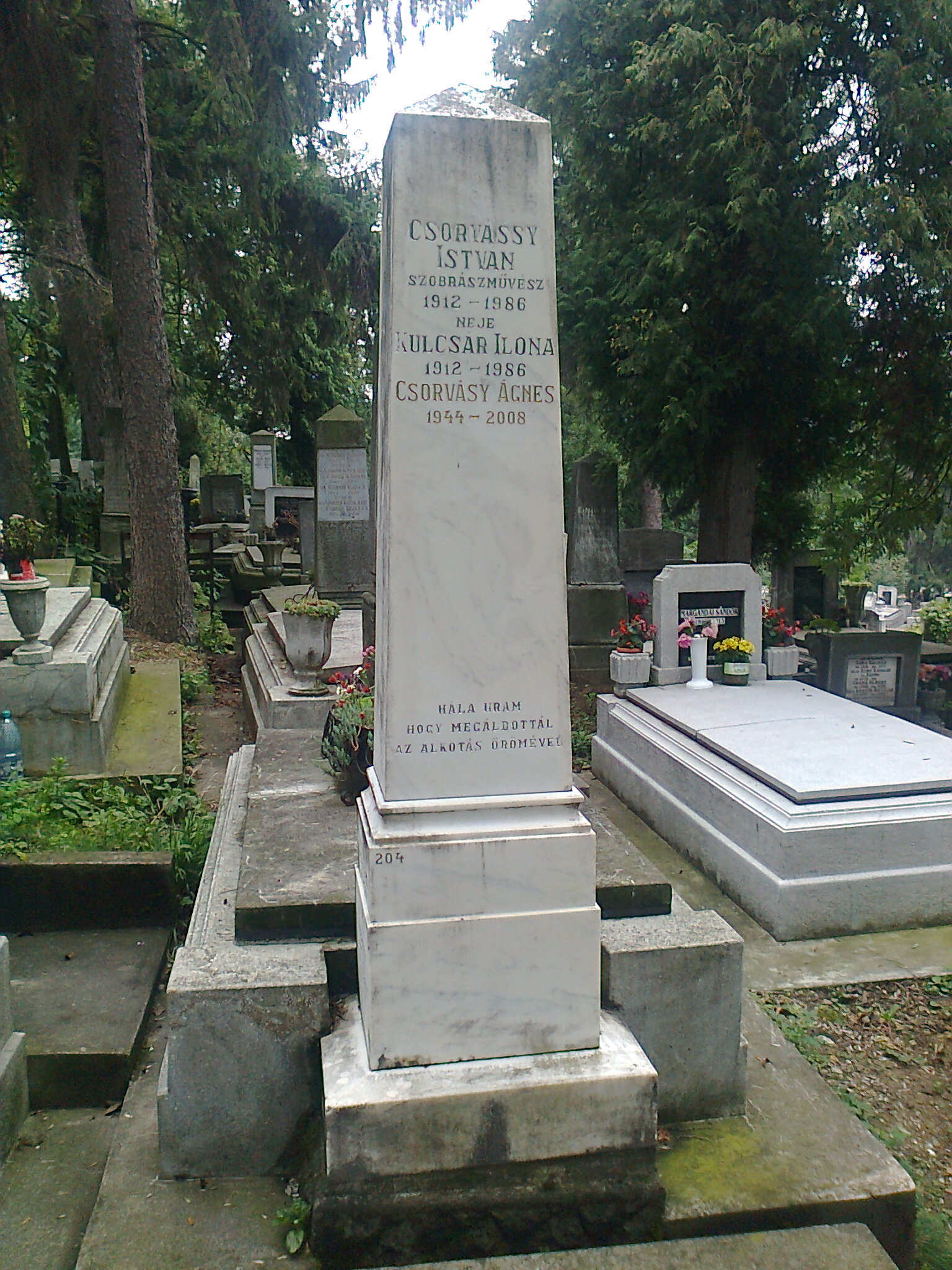
Mormântul său în Cimitirul Reformat din Târgu Mureș

Csorvássy a imortalizat și figurile lui Sándor Petőfi, George Enescu, Ady Endre în mai multe versiuni. Mulți dintre studenții săi din Târgu Mureș au devenit artiști renumiți, ca Attila Csizmadia (n. 1933). A murit în 1986 la locul său de muncă din Târgu Mureș, fiind pensionar.

## Lucrări

### Sculpturi de for public
- Monumentul celor doi Bolyai, împreună cu Márton Izsák, 1956–1957, Târgu Mureș
- Statuia Ostașului Necunoscut, împreună cu Márton Izsák, 1964, Târgu Mureș
- Balada doamnei Ilona Budai (relief), Teatrul „Tamási Áron”, Sfântu Gheorghe

### Ornamente, sculpturi în lemn
- Mici sculpturi din lemn pentru birourile comandamentului corpului militar M.Kir. IX, 1941–1942, Cluj. În momentul evacuării din 1944 aceste lucrări erau distruse sau dispărute.[3]